# Gerard Béhague
Gerard Henri Béhague (Montpellier, 2 de novembro de 1937 – Austin, 13 de junho de 2005), foi um etnomusicologista e professor de música latina. Sua especialidade foi a música do Brasil e do Peru, com influências da África Ocidental na música caribenha e sul-africana e candomblé na música brasileira.
Em sua carreira contribuiu para a expansão da etnomusicologia.

## Biografia
Nascido na França, mudou-se ainda cedo para o Rio de Janeiro, Brasil onde estudou piano, teoria musical e composição na Universidade Federal do Rio de Janeiro e no Conservatório Brasileiro de Música.
Graduou-se bacharel em 1956, mestrou-se em musicologia pela Universidade de Paris Sorbonne, e pós-graduou-se musicólogo pela Tulane University em 1966, quando também estudou história da notação musical com Gilbert Chase. Em 1962, Béhague casou-se com Cecilia Pareja, filha de uma escritora equatoriana e do diplomata também do Equador, Alfredo Pareja Diezcanseco.
Ensinou música norte-americana e música latina-americana na University of Illinois de 1966 a 1974.
Contribui para o surgimento de um novo campo interdisciplinar. Também iniciou um programa de etnomusicologia latino-americana.
Juntou-se a escola e faculdade de música da University of Texas em Austin em 1974, onde permaneceu morando até falecer devido a um cancer em 2005

## Prêmios e honras
- Guggenheim Fellowship (19??)
- National Endowment for the Humanities (19??)
- Membro Correspondente da Academia Brasileira de Música (1994)
- Comandante da ordem do Rio Branco (1997) concedido pelo Governo Brasileiro.

## Trabalhos

### Livros
- Béhague, Gerard H. (1979), Music in Latin America: An Introduction, Englewood Cliffs, N.J.: Prentice-Hall.
- Béhague, Gerard H. (1994), Heitor Villa-Lobos: The Search for Brazil's Musical Soul, Austin, Texas: ILAS Monographs, UT Press.

### Artigos
- Béhague, Gerard H. (2006), "Rap, Reggae, Rock, or Samba: The Local and the Global in Brazilian Popular Music (1985-95)", Latin American Music Review,  Spring/Summer issue, 27:1 pp 79–90 (doi=10.1353/lat.2006.0021).